# ستيف أوينز (لاعب كرة قدم أمريكية)
ستيف أوينز (بالإنجليزية: Steve Owens) هو لاعب كرة قدم أمريكية أمريكي، ولد في 9 ديسمبر 1947 في غوري في الولايات المتحدة.

## وصلات خارجية
- ستيف أوينز على موقع مرجع كرة القدم المحترفة.كوم (الإنجليزية)
- ستيف أوينز على موقع كلية كرة القدم في سبورتس رفرنس.كوم (الإنجليزية)
- ستيف أوينز على موقع إن إن دي بي (الإنجليزية)